# Trảng cỏ

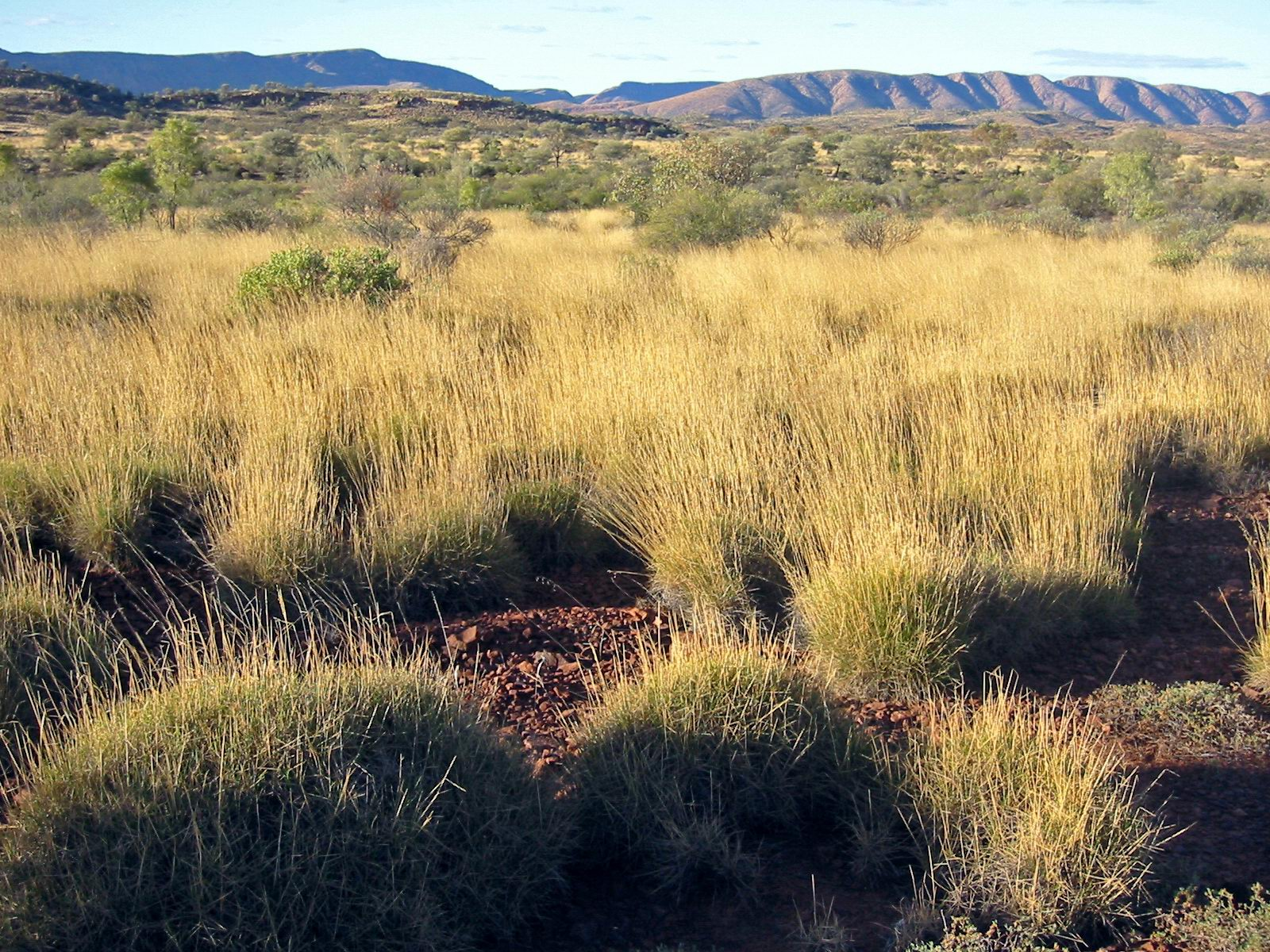
Một vùng xavan ở Úc

Trảng cỏ (còn được gọi theo phiên âm từ tiếng Pháp xa-van, savane) là một kiểu thảm thực vật nhiệt đới trong đó tầng ưu thế sinh thái là tầng cỏ. Trong tầng cỏ có các cây to, nhỡ, bụi rất thưa thớt chỉ là những yếu tố phụ của cảnh quan thực vật và biểu hiện những mức độ thoái hóa của đất đai. Tầng cỏ ưu thế sinh thái có thể cao hoặc thấp và tồn tại lâu dài trong tự nhiên. Trảng cỏ theo quy ước ở Yangambi (1956) có chiều cao của các loài cỏ là trên 0,8 m. Đối với các trảng cỏ có chiều cao dưới mức 0,8 m có thể được hiểu và sử dụng bởi các thuật ngữ thảo nguyên, trảng thảo nguyên, bãi thảo nguyên.
Trảng cỏ phân bố chủ yếu ở vùng nhiệt đới khô Châu Mĩ, Châu Phi, Châu Á và Châu Đại Dương, nơi có mùa khô kéo dài. Trảng cỏ chiếm đến 20% diện tích đất liền của Trái Đất, trong đó châu Phi chiếm diện tích trảng cỏ lớn nhất thế giới.

## Đặc điểm
Trảng cỏ ít mưa và mùa mưa rất ngắn, tập trung vào một thời gian ngắn trong năm (từ vài tuần đến vài tháng). Vùng trảng cỏ nếu mưa nhiều hơn sẽ biến thành rừng, nếu ít mưa hơn sẽ biến thành hoang mạc thậm chí là sa mạc. Đặc trưng cơ bản nhất là lượng bốc hơi luôn cao hơn lượng mưa. Tùy theo lượng mưa mà trảng cỏ được chia thành các loại trảng cỏ khô hạn, trảng cỏ bán khô hạn. Tùy theo nhiệt độ mà phân biệt trảng cỏ khô hạn lạnh hay trảng cỏ khô hạn nóng. Nhưng nói chung trảng cỏ là vùng chuyển tiếp giữa sinh cảnh rừng và sinh cảnh hoang mạc hoặc thảo nguyên.
Các đồng cỏ ở vĩ độ trung bình với dạng khí hậu hai mùa là mùa hạ mưa và mùa đông khô bao gồm đồng cỏ prairie ở Bắc Mỹ, pampa ở Argentina, vùng đất thấp đá vôi và đồng cỏ ở châu Âu và Trung Á. Chúng được phân loại với các xavan và vùng cây bụi ôn đới như là quần xã sinh vật đồng cỏ, trảng cỏ và vùng cây bụi ôn đới.
Các đồng cỏ ôn đới là quê hương của nhiều loài động vật ăn cỏ lớn, như bò rừng bison, linh dương Gazelle, ngựa vằn, tê giác và ngựa hoang cùng các loài động vật ăn thịt, như sư tử, linh cẩu, báo săn và báo hoa mai. Ngoài ra, sói xám cũng được tìm thấy trong các đồng cỏ ôn đới. Các động vật khác của khu vực này còn có các loài hươu, nai, chó đồng cỏ, chuột, thỏ, chồn hôi, sói đồng cỏ, rắn, cáo, cú, lửng, chim hoét, châu chấu, sơn ca đồng cỏ, chim sẻ, chim cút, diều hâu v.v.

## Hình ảnh

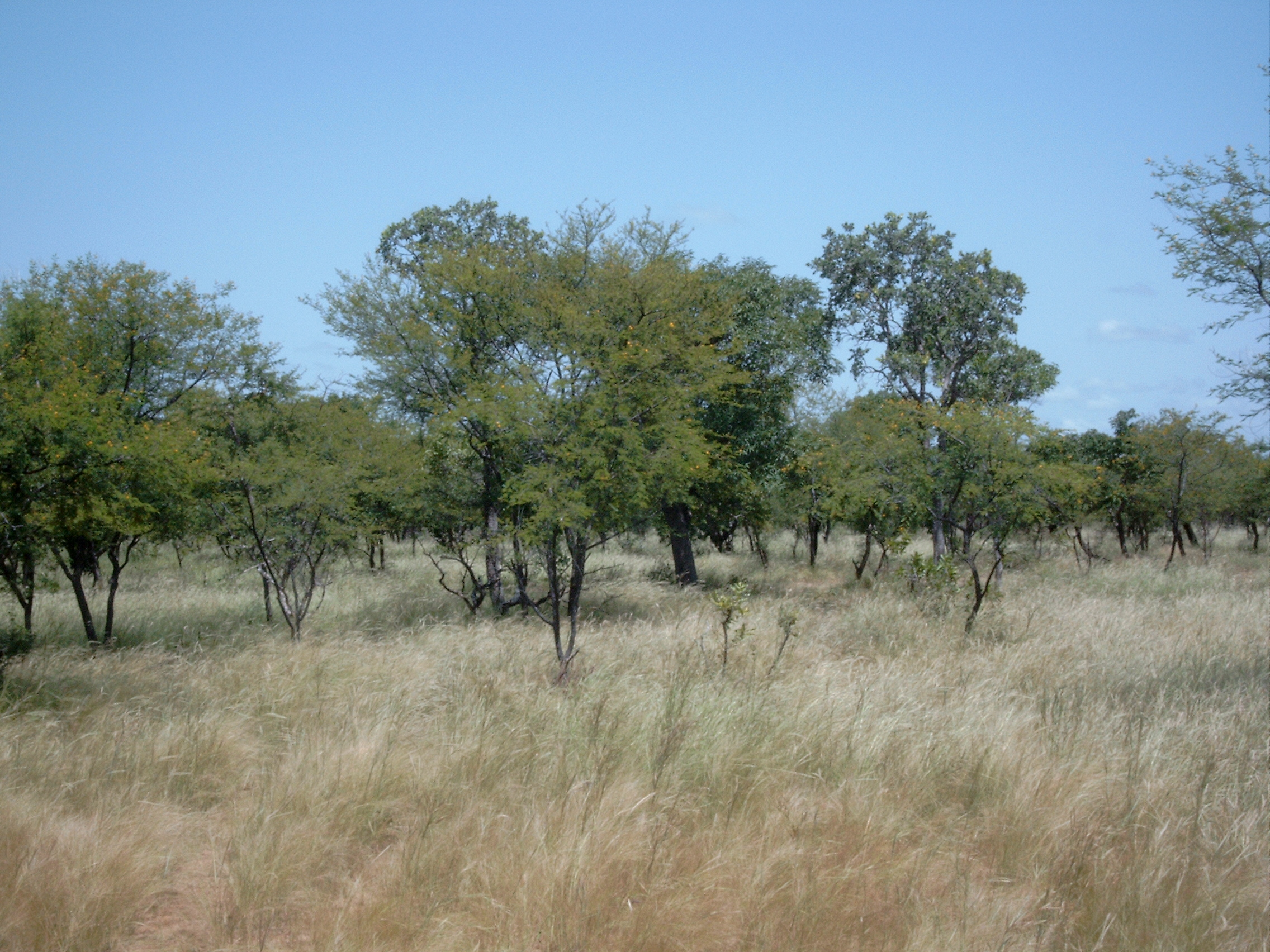
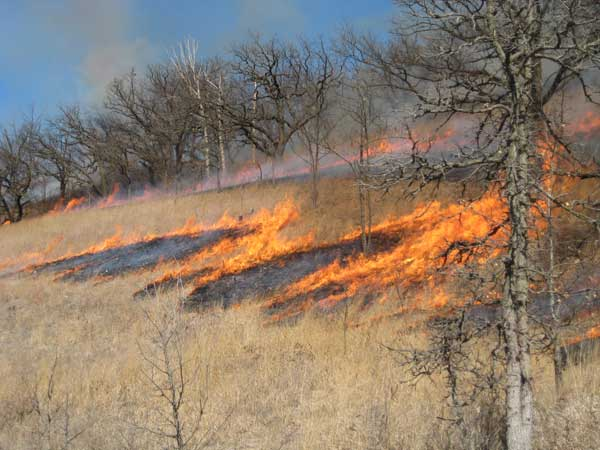
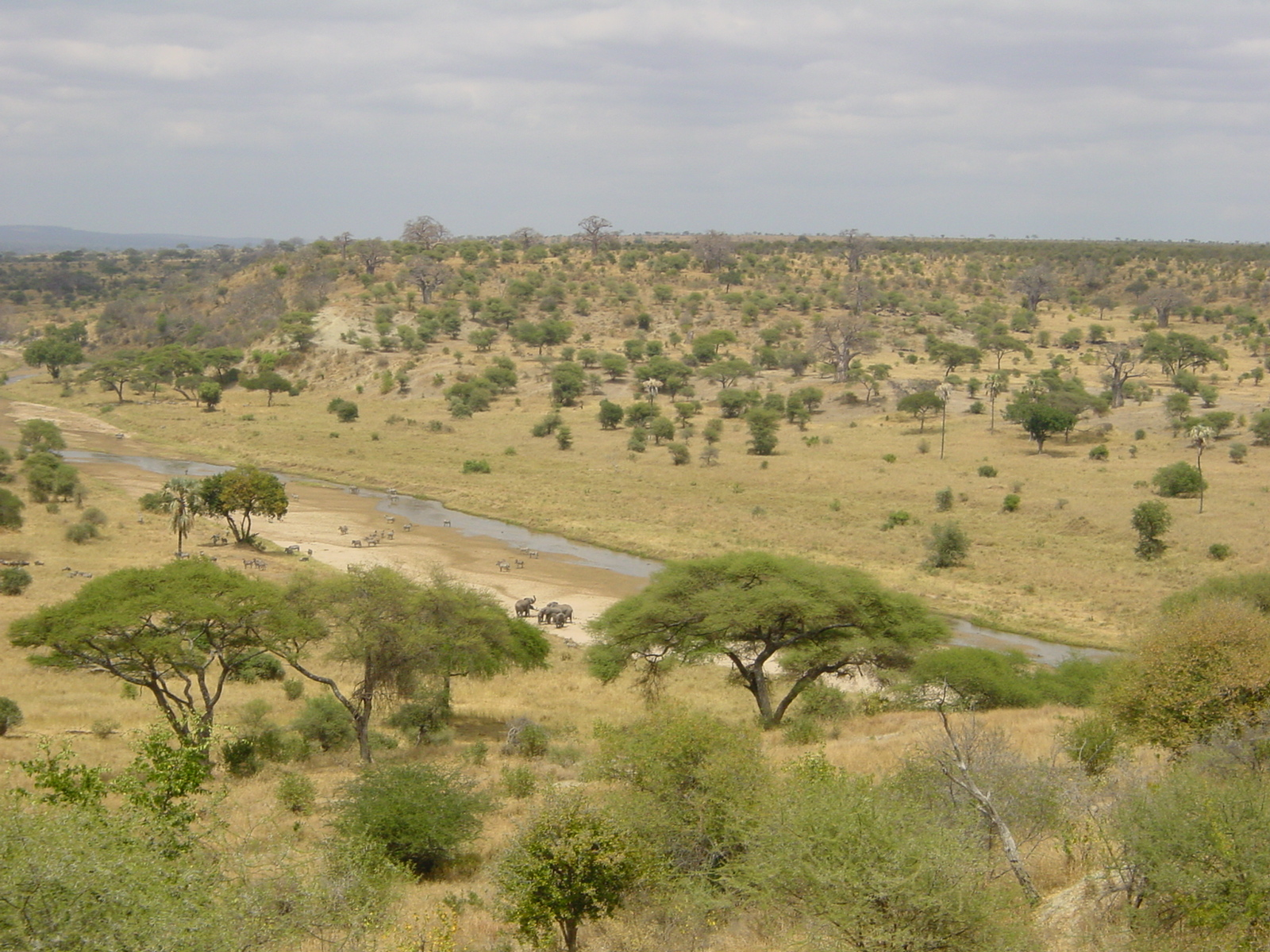
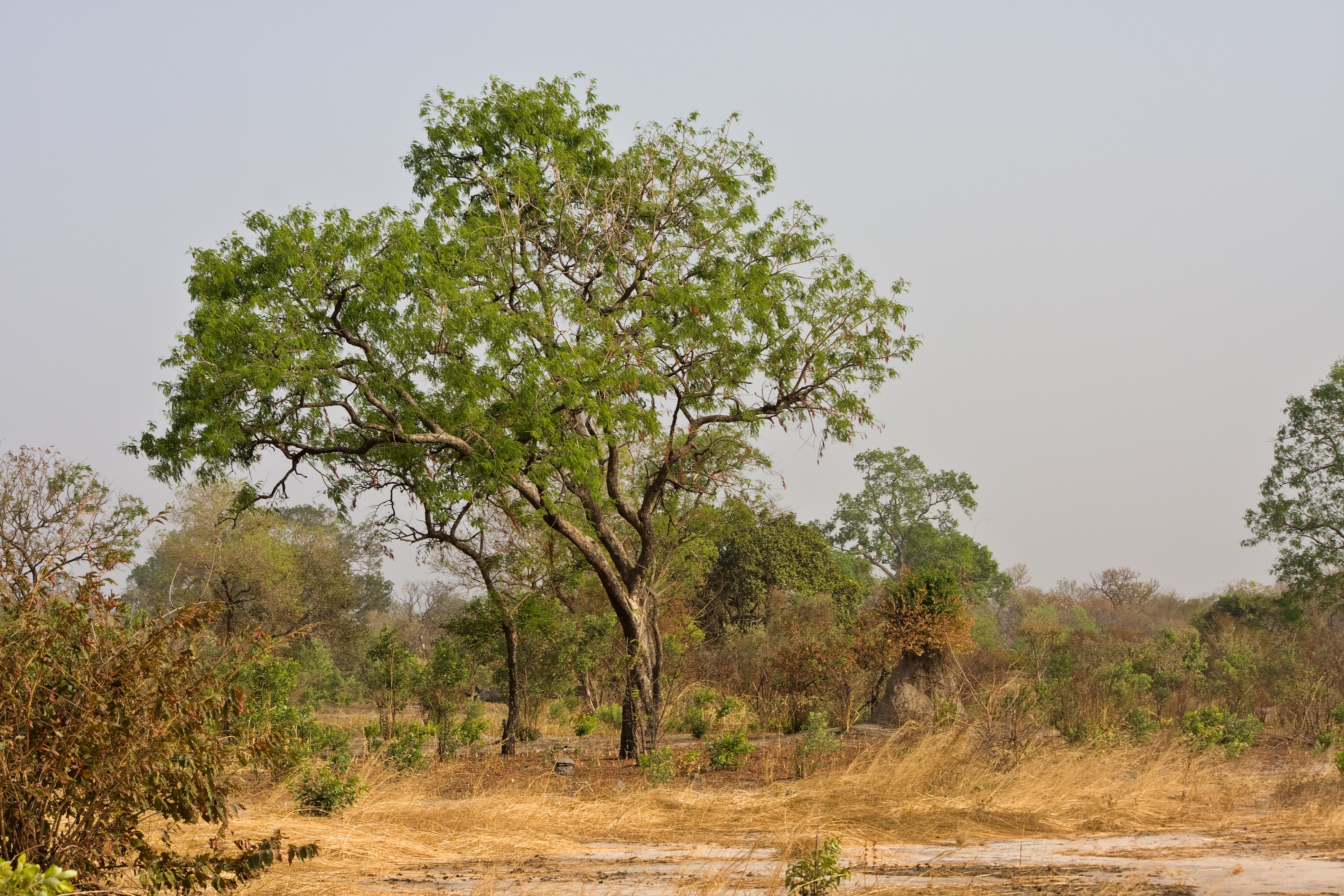